# Margaret McDonagh
Margaret Josephine McDonagh, Baronessa McDonagh (Londra, 26 giugno 1961 – Londra, 24 giugno 2023), è stata una politica britannica, membro temporale della Camera dei lord dal 2004 al 2023.

## Biografia
Nata nel quartiere londinese di Mitcham da una famiglia di origini irlandesi, aveva una sorella, Siobhain, anch'ella politica. Studiò e conseguì un bachelor of science presso l'Università Brunel di Londra e un master of arts alla Kingston Business School. Prese parte inoltre alla Harvard Business School.

### Carriera politica
Nel 1998 divenne segretaria generale del Partito Laburista, prima donna a ricoprire tale carica. Precedentemente aveva anche servito come vicesegretaria del partito. Durante il mandato da segretaria si occupò delle elezioni del sindaco di Londra, vinte dal candidato indipendente Ken Livingstone e quindi perse dal laburista Frank Dobson. Ciò comportò una disapprovazione interna del partito e Margaret McDonagh dovette scusarsi pubblicamente per la perdita elettorale.
Tuttavia alle elezioni generali del 2001 vinse il candidato laburista, Tony Blair, con 413 seggi su 659. Alla luce di tale vittoria vennero riconosciute le sue capacità organizzative. Ciononostante, Margaret McDonagh si dimise dalla carica nello stesso anno.
Nel giugno 2004 divenne membro della Camera dei lord, assumendo il titolo di baronessa McDonagh di Mitcham e di Morden all'interno del borgo di Merton.

### Morte
Margaret McDonagh viveva con la sorella a Colliers Wood, Londra. Morì la mattina del 24 giugno 2023, due giorni prima di compiere 62 anni, a causa di un glioblastoma diagnosticatole nel 2021. Diversi politici le resero omaggio.